# 植田和磨
植田 和磨（うえだ かずま、2002年12月4日 - ）は、ジャパンラグビーリーグワンのコベルコ神戸スティーラーズに所属するラグビーユニオン選手。

## 来歴
4歳の時に、明石ジュニアラグビークラブ（兵庫県）でラグビーを始める。
明石市立魚住東中学校を経て、報徳学園高等学校に進学。
高1からほぼ先発ウィングで公式戦に出場し続け、3大会連続で花園（全国高等学校ラグビーフットボール大会）に出場した。
2021年、近畿大学に入る。1年時は全試合で先発出場、11トライを挙げてトライ王となった。関西大学Aリーグの「ベスト15」にも選抜された。2年時でも、全試合に先発フル出場し8トライを挙げて、「ベスト15」に選ばれた。3年時にも、全試合に先発し8トライ、3年連続の「ベスト15」となった。
2023年1月、7人制日本代表としてワールドラグビーセブンズシリーズの2試合（ハミルトン大会、シドニー大会）に出場。翌2024年、ワールドラグビーセブンズチャレンジャーシリーズ3試合（UAE大会、モンテビデオ大会、ミュンヘン大会）、そして2024年パリオリンピックに出場。以上、セブンズとして計6キャップを獲得した。
2025年1月24日、ジャパンラグビーリーグワンのコベルコ神戸スティーラーズへ、アーリーエントリーでの入団を発表した。同年3月、近畿大学卒業。同年4月12日に行われたJAPAN RUGBY LEAGUE ONE第15節カンファレンスA浦安D-Rocks戦にて途中出場でリーグワン公式戦初出場を果たした。

## 受賞
- 2021年度関西大学リーグ ベスト15
- 2022年度関西大学リーグ ベスト15
- 2023年度関西大学リーグ ベスト15